# Brendan Smyth
Brendan Smyth (8. června 1927 Belfast – 22. srpna 1997 vězení Curragh, Hrabství Kildare) byl severoirský římskokatolický kněz. Za více než 40 let v této funkci sexuálně zneužil více než 100 dětí ve farnostech v Belfastu, Dublinu i ve Spojených státech. Jeho činy byly před policií i veřejností často kryty ze strany představitelů katolické církve. Kontroverze provázející jeho případ v prosinci 1994 nepřímo přispěly k pádu irské vlády.

## Život
Smyth se narodil jako John Gerard Smyth v Belfastu. Po vstupu do premonstrátského řádu v roce 1945 si vzal jméno Brendan. Členové řádu si byli vědomi Smythových zločinů již na konci 40. let, policii je však nenahlásili. Smyth byl pokaždé pouze přesouván z farnosti do farnosti a mezi jednotlivými diecézemi i různými zeměmi. V některých případech řád příslušného diecézního biskupa neinformoval, že Smyth se už dříve dopustil sexuálního obtěžování, a neměl by tedy být v kontaktu s dětmi.

### Zatčení
Smyth byl poprvé obviněn poté, co se k policii dostaly informace o zneužívání čtyř sourozenců v Belfastu. Po zatčení v roce 1991 uprchl do Irska, kde strávil další tři roky na útěku. Nezvládnutí žádosti o jeho vydání ze strany irských úřadů vedlo k dalšímu odložení soudního řízení. Jeho případ nakonec v prosinci 1994 nepřímo přispěl k pádu irské koaliční vlády stran Fianna Fáil a irské Labour Party.
Smyth byl odsouzen ke 12 letům vězení. Zemřel ve výkonu trestu v roce 1997, ve věku 70 let.

## Vyšetřování případu
V souvislosti s případem Smythe čelil od roku 2010 mnoha výzvám k odstoupení kardinál Seán Brady. Připustil totiž, že roku 1975 se účastnil ještě jako biskupský sekretář jednání s oběťmi zneužívání Smythe, při němž byli dva chlapci přísahou zavázáni mlčet o tom, co se stalo. Na otázku, proč věc neoznámil úřadům, Brady odpověděl, že k tomu jako biskupský sekretář nebyl oprávněn.